# Željeznička pruga Pečuh – Mohač
Željeznička pruga Pečuh-Mohač je željeznička prometna linija Mađarskih državnih željeznica (MÁV-a) br. 65. Prolazi područjem Podunavlja.
Dužina dionice je 60 km, a širina tračnica je 1435 mm.
Nije elektrificirana.
Ograničenje brzine na ovoj pruzi je 80 km/h.

## Povijest
Izgrađena je 1857. Odigrala je veliku ulogu u gospodarskom i prometnom životu područja Južnog Podunavlja jer je bila prvom prugom koja je prošla njime.
U gospodarskom životu je važnu ulogu imala u odvozu ugljena iskopanog u pečuškim ugljenokopima prema dunavskim lukama, omogućivši znatno ubrzanje otpreme ugljena. Susjedni krajevi su imali koristi od nje vrlo brzo, jer su netom nakon otvaranja pruge krenuli putnički promet i promet trgovačkom robom. 

## Vanjske poveznice
- (mađ.) Emléktáblát avattak a vasútnak  Arhivirana inačica izvorne stranice od 24. studenoga 2015. (Wayback Machine)